# محمد همرنگ
محمد همرنگ  (زاده ۱۹ اسفند ۱۳۶۲ خشکبیجار) یک بازیکن فوتبال ایرانی است. وی بازیکن سابق فوتبال ایران بود.